# Ça plane pour moi
Cet article concerne la chanson de Plastic Bertrand. Pour l'émission québécoise, voir Ça plane pour moi!.
Singles de Plastic Bertrand
Bambino
(1978)
Ça plane pour moi est une chanson de Plastic Bertrand parue en 1977. La musique est composée par Lou Deprijck et les paroles écrites par Yvan Lacomblez, dit Pipou. Bien qu'étant attribué à Plastic Bertrand sur la pochette, le morceau est en réalité chanté par Deprijck lui-même, qui est également le producteur du disque,.

## Historique
En 1977 Bert Bertrand, journaliste rock qui incarne le microcosme belge du punk durant la seconde moitié des années 1970, met au défi son ami producteur Lou Deprijck (chanteur du groupe Two Man Sound) d'enregistrer la première chanson punk francophone. Le lendemain la maquette du titre Ça plane pour moi, dont il est compositeur est enregistrée. Le titre de la chanson écrite par le parolier Yvan Lacomblez s'inspire de la chanson Tu me fais planer de Michel Delpech. Lou Deprijck réalise néanmoins qu'il n'a pas le style punk et propose un contrat à Roger Jouret qui commence sa carrière solo. Deprijck lui trouve son nom « Plastic Bertrand », faisant référence à la fois aux vêtements de plastique dont s'habillent alors les punks et à Bert Bertrand.
Avec le titre Ça plane pour moi, l'artiste fait sa première télé le 6 novembre 1977, lors de l'émission de Michel Drucker Les Rendez-vous du dimanche ; la France entière le découvre. C'est un choix de la coproductrice de l'émission Françoise Coquet (d) et de Michel Drucker, après avoir reçu le 45 tours sans jamais avoir vu le chanteur. Sur le premier pressage du 45 tours, cette chanson figurait en face B, derrière un morceau intitulé Pogo Pogo. Par la suite, les disquaires français voyant le succès de Ça plane pour moi, en font inverser l'ordre. Le single sort finalement le 1er décembre et connaît un succès planétaire. En quelques semaines, 950 000 exemplaires du single sont écoulés. Le titre se classe notamment n°1 en France, n°2 aux Pays-Bas et en Australie, n°6 en Allemagne et n° 8 en Angleterre. Vendue à plus d'un million d'exemplaires en quelques mois, et plus de huit millions entre 1977 et 2015, elle se hisse également à la 47e position des meilleures ventes aux États-Unis. Plastic Bertrand plane alors surtout sur la vague punk qui déferle du Royaume-Uni avec son look parodié,.

### Origines
Ce pastiche du punk est né à Bruxelles dans les studios de la société de production RKM. La musique, composée durant l'été 1977 sous la direction de Lou Deprijck, est jouée par le guitariste Mike Butcher. Lou Deprijck produit en même temps et dans les mêmes studios Jet Boy, Jet Girl, hymne punk gay du groupe britannique Elton Motello, avec la même musique,. Bien que les deux chansons soient contemporaines, les paroles du texte anglais traitent de thèmes sexuellement explicites (l'amour homosexuel entre un adulte et un jeune de quinze ans) et sont complètement différentes de la version francophone. Yvan Lacomblez réalise la version française qui n'a, alors, pas d’interprète. La polémique de savoir qui a chanté lors de l'enregistrement va durer plusieurs années.

### Controverse autour du véritable interprète
Depuis la sortie du disque, de nombreuses rumeurs rapportaient que le véritable interprète de la chanson serait le producteur Lou Deprijck, et non Plastic Bertrand. En 2006, le conflit est traité par la justice belge. La cour d'appel de Bruxelles, dans une décision sans appel, fait de Plastic Bertrand le seul interprète légal de la chanson. En 2010, après une initiative menée par la société AMC, propriétaire des bandes originales, un rapport d'expertise basé sur un réenregistrement de la chanson conclut que le véritable interprète serait Lou Deprijck, ce qui n'affecte pas le statut d'interprète légal qui reste attribué à Plastic Bertrand. La séquence suscite la polémique à l'époque, Plastic Bertrand reconnaissant au journal Le Soir ne pas être le véritable interprète, avant de revenir sur ses propos.

## Reprises
La chanson sera reprise par différents interprètes comme Metallica, BlackRain, Red Hot Chili Peppers, André Verchuren, The Lost Fingers, The Damned, David Carretta, le groupe allemand The BossHoss et U2, en live, sur les marches du Palais des festivals de Cannes en 2007.
- La chanteuse Leila K l'a utilisée pour sa face B de Check the Dan.
- Le chanteur Christophe Willem s'en est servi pour sa prestation devant le jury de la Nouvelle Star, le 19 avril 2006.
- Le groupe Vampire Weekend en a fait une reprise dans l'émission Taratata.
- Le manchot Pigloo en a aussi fait une reprise, mais avec quelques paroles de changées et la chanson a été renommée Ça gaze pour moi (Le Twist).
- Le groupe Sonic Youth en a fait une reprise noisy sur une compilation d'artistes divers Freedom of Choice: Yesterday's New Wave Hits as Performed by Today's Stars (1992).
- Le groupe belge Telex en a plutôt fait une reprise lente électronique sur son premier album Looking for Saint-Tropez.
- Également par Zazie, en 1999, lors du medley « chanson populaire » au cours du concert des enfoirés 1999.
- Au Québec le groupe The Merry Makers a fait un succès dans les radios.
- Le groupe anglais The Damned a repris Jet Boy, Jet Girl.
- Le groupe français Nouvelle Vague l'a reprise sur son album 3 (juin 2009).
- La chanson est utilisée comme thème de l'émission québécoise Ça plane pour moi! (2009).
- Le groupe québécois The Lost Fingers a également repris la chanson en 2009.
- Pour la compilation Il est cinq heures 02 Kingston s'éveille, le groupe de ragga dancehall français Saï Saï en a aussi fait une reprise planante (en 2009).
- Le groupe Thee Headcoatees sur l'album Punk Girls en 1997.
- La chanson a été interprétée en concert par Kim Wilde.
- En 1978 le chanteur bruxellois Tichke en a fait une parodie bruxelloise sur le chômage avec Ça gaze pour moi (sous le nom de Plastichke), orchestrée par une partie des musiciens qui enregistrèrent la version originale.
- Toujours en 1978, le chanteur allemand Benny en fait un succès sous le titre Bin wieder frei.
- Le groupe américain Presidents of the United States of America en a fait une reprise pour son album Rarities.
- Le groupe américain Red Hot Chili Peppers l'a chantée en live.
- En 2007 lors de deux concerts de Police au Stade de France, Sting, chanteur du groupe, entonne le refrain de Ça plane pour moi à la fin de Next to You.
- Le chanteur québécois Xavier Caféïne l'a aussi reprise.
- En 2019 elle est reprise par Alec Mansion et Philippe Lafontaine.
- En 2017 et 2019, elle est reprise par Kirk Hammett et Roberto Trujillo de Metallica
- Frédéric Jannin a réalisé dans le cadre du jeu des dictionnaires un mashup de Ça plane pour moi avec Ne me quitte pas, en interprétant les paroles de Jacques Brel sur l'air de Plastic Bertrand.
- En 2021, la chanson a été utilisée en Slovaquie dans un spot publicitaire de la caisse d'épargne-logement PSS[18].

## Cinéma
Ça plane pour moi est aussi choisi pour la bande originale de plusieurs films et campagnes publicitaires. En 1985, dans le film de la Warner Bonjour les vacances, Me, Myself and I en 1999, le film de Danny Boyle 127 hours en 2011. En 2010, Une autre chanson de Plastic Bertrand, Stop ou Encore est employée dans le film Les Rois du désert avec George Clooney, en 1999[source secondaire souhaitée].
Côté publicité, début 2006, Coca-Cola choisit Ça plane pour moi pour sa campagne de pub en Asie. Son titre devient d'un coup la chanson francophone la plus jouée en Asie. Pepsi-Cola la choisit ensuite pour sa campagne américaine. Ça plane pour moi est également utilisé comme bande son pour un spot publicitaire pour Time Warner Cable aux États-Unis en avril 2011[source secondaire souhaitée]. En 2020, la chanson apparaît dans une publicité pour les céréales Kellogg's, mais la bande-son est retouchée et le mot « whisky » a disparu du premier couplet[source secondaire souhaitée].
La chanson apparaît dans plusieurs films, ainsi que dans des séries. La chanson figure notamment dans le film français Rock'n Roll de Guillaume Canet où il l'interprète[source secondaire souhaitée].